# توني فيالا
توني فيالا هو متسابق بياثل كندي، ولد في 2 فبراير 1966.

## وصلات خارجية
- توني فيالا على موقع IBU (الإنجليزية)
- توني فيالا على موقع أوليمبيديا (الإنجليزية)